# Neues Schloss (Plößberg)

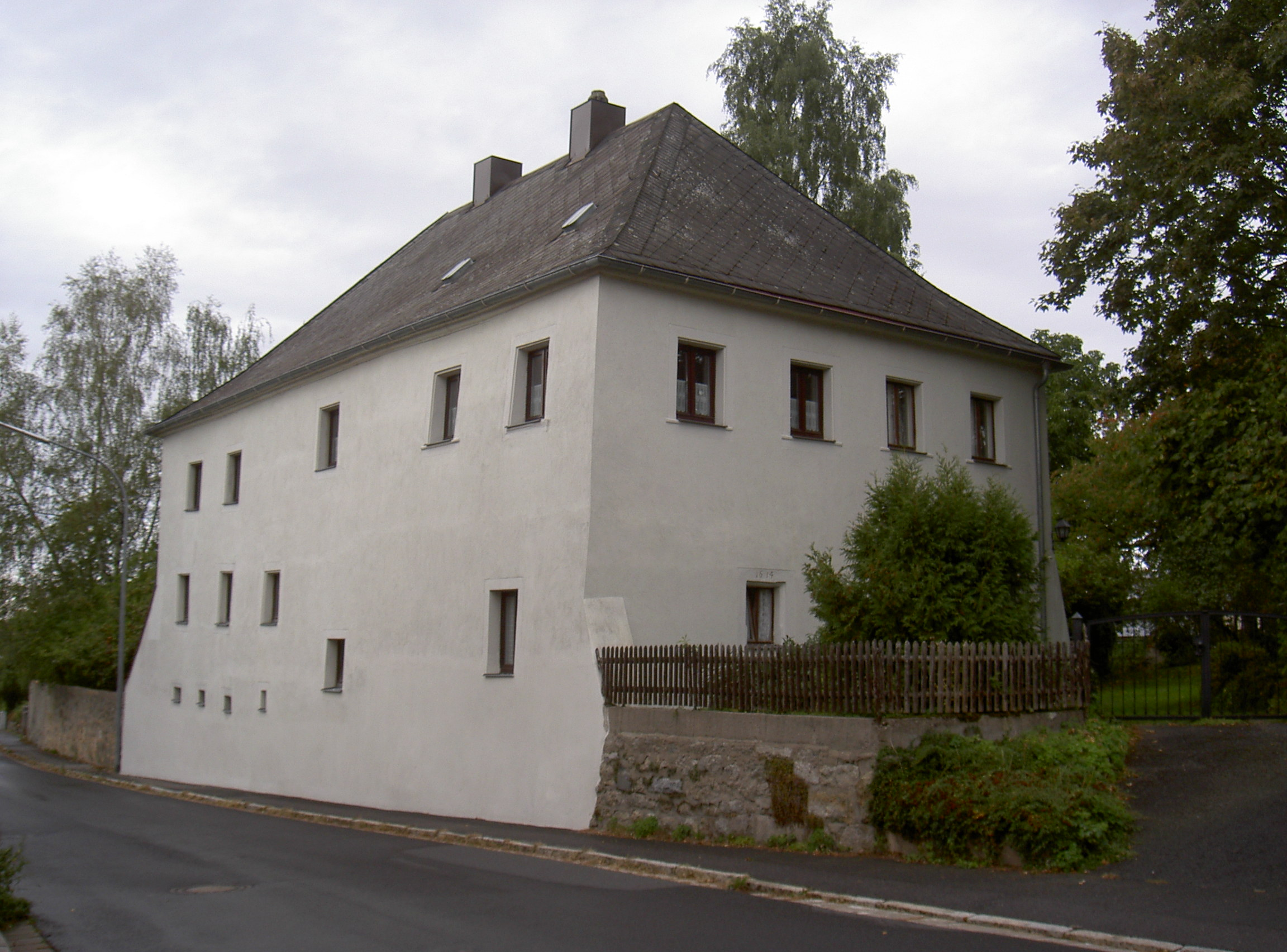
Neues Schloss (Plößberg)

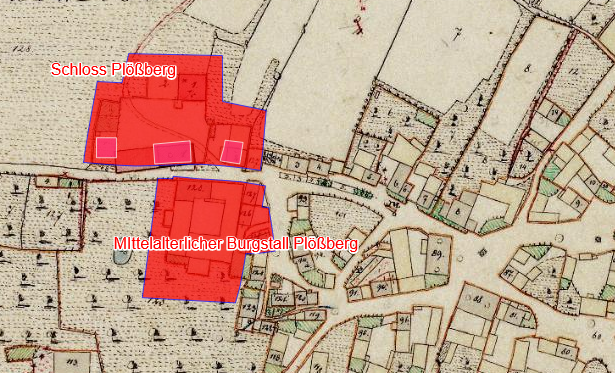
Lageplan von Burg und Schloss Plößberg auf dem Urkataster von Bayern

Das denkmalgeschützte Schloss Plößberg befindet sich im gleichnamigen Oberpfälzer Markt Plößberg im Landkreis Tirschenreuth (Schloßstraße 16). Die Anlage wird als Bodendenkmal unter der Aktennummer D-3-6239-0122 im Bayernatlas als „untertägige Befunde im Bereich des ehem. Schlosses von Plößberg“ geführt. Ebenso ist sie unter der Aktennummer D-3-77-146-6 als denkmalgeschütztes Baudenkmal von Plößberg verzeichnet.

## Geschichte
In Plößberg, das an der Goldenen Straße von Nürnberg nach Prag lag, soll bereits 1052 ein Burgstall im Bereich der heutigen Schloßstraße bestanden haben. Plößberg war zusammen mit Schönkirch und Wildenau eines der böhmischen Lehensgüter im bayerischen Nordgau.
Ein „Arnoldus de Plezperch“  wird zusammen mit „Otto von Wildenau“ als Zeuge der Grafen von Sulzbach in einer Schenkungsurkunde des Klosters Berchtesgaden genannt. Den Plößbergern folgten später die Gleißenthaler, die Herren von Schönkirch, nach.
Kurz nach der Wende zum 12. Jahrhundert war von Graf Berengar von Sulzbach die Veste Flossenbürg erbaut wurden; nach dem Tod von Gebhard II., dem letzten Grafen von Sulzbach, ging der Landstrich um Flossenbürg durch Kauf an Kaiser Friedrich Barbarossa. Mit der Übereignung von Floß an den Böhmerkönig Ottokar I. Přemysl durch Kaiser Friedrich II. im Jahre 1212 wurden zum ersten Mal die typischen Beziehungen zwischen Plößberg, Schönkirch und Wildenau zum Königtum Böhmen hergestellt. Zwischenzeitlich fiel aber das Gebiet um Floß wieder an die Staufer zurück und wurde zusammen mit dem Burgbezirk von Parkstein 1251 von Konrad IV. an seinen Schwiegervater Otto II. aus dem Haus der Wittelsbacher verpfändet. Nach dem Ende der Staufer wurde das Land von Herzog Ludwig dem Strengen in Besitz genommen. Die von König Ottokar II. Přemysl erhobenen Gebietsansprüche wurden 1273 durch einen Gebietsaustausch und -verzicht bereinigt. Der Luxemburger Kaiser Karl IV. baute später eine Landbrücke von Böhmen über Eger nach Nürnberg aus und schuf hier 1355 vorübergehend die Verwaltungseinheit Neuböhmen, die an das Königreich Böhmen angeschlossen wurde.
1373 kam Floß durch den Vertrag von Fürstenwalde an Herzog Johann II. von Bayern-München und verblieb dort als Eigen, Pfandbesitz und dann zeitweise auch als Alleinbesitz im Eigentum der Herzöge von Bayern-Landshut. Die Hussiten plünderten um den 31. Mai 1428 auch Plößberg und brannten den Ort ab.
Zu Beginn des 16. Jahrhunderts hausten in Plößberg die gefürchteten Raubritter Prenger. Ein Sohn des Stephan Prenger I. wurde 1531 wegen verschiedener Räubereien auf Betreiben der Stadt Nürnberg im benachbarten Floß mit dem Schwert hingerichtet.
Nach dem Landshuter Erbfolgekrieg kam Floß an den Pfalzgrafen Ottheinrich und nach dessen kinderlosem Tod an den Pfalzgraf Wolfgang bzw. wieder an dessen Sohn Philipp Ludwig und verwaltungsmäßig an das Fürstentum Sulzbach. Nach 1543 bekannten sich die drei Orte Plößberg, Schönkirch und Wildenau zur Reformation Luthers und im Jahre 1556 wurde die evangelisch-lutherische Pfarrei Plößberg eingerichtet. 1627 setzte auch dort die Gegenreformation ein. Für Plößberg, Schönkirch und Wildenau (später auch Schlattstein) gab es wegen der Lehensbeziehungen zur Krone Böhmens und der gleichzeitigen Landeshoheit Bayerns keine Probleme. Die genannten Hofmarken waren in der bayerischen und pfalz-neuburgischen Landtafel immatrikuliert, die grundherrliche Gerechtsame erhielten sie aber von der Krone Böhmens. Daraus bzw. aus der Weigerung der Hofmarksherren, Huldigung und Musterung ihrer Hintersassen an Pfalz-Neuburg zu leisten, ergaben sich allerdings Konflikte, die erst durch den Preßburger Friedensschluss von 1805 beendet wurden.
Franz von Satzenhofen war Ende des 18. Jahrhunderts Lehensinhaber von Plößberg und Wildenau; 1764 hatte Kurfürst Karl Theodor einen Eventual-Lehensbrief von Kaiserin Maria Theresia erwirkt, nach dem im Fall eines söhnelosen Todes des Lehensinhabers die Lehensanwartschaft an das Fürstentum Sulzbach gelangen sollte. So kamen die beiden Hofmarken 1783 an den bayerischen Landesfürsten, der sie dem Pflegamt Floß eingliederte. Schönkirch war hingegen seit 1615 ein Lehen der Freiherrn von Reitzenstein und blieb als ritterliches Mannlehengut weiterhin bei dieser Familie, die 1803 erneut von der Krone Böhmens damit belehnt wurde. Nach dem Frieden von Preßburg kam Schönkirch zum Königreich Bayern und wurde weiterhin an die Freiherrn von Reitzenstein vergeben. Diese bildeten dort ein Patrimonialgericht I. Klasse, das 1815 in ein Ortsgericht II. Klasse umgewandelt wurde.

Wappen von Plößberg

## Schloss Plößberg heute
Das ehemalige Schloss ist ein zweigeschossiger, verputzter Massivbau mit einem Walmdach über einem hohen Kellergeschoss. Es wurde nach dem Brand von 1751 unter Verwendung von Bauteilen des Vorgängerbaus von 1614 wiederaufgebaut. Zum Schloss gehört eine denkmalgeschützte Bruchsteinmauer.
Seit dem 27. September 1951 hat der Markt Plößberg ein eigenes Wappen. Dieses zeigt die Lilien der Grafen von Sulzbach und das gevierte Schild in Silber und Schwarz weist auf den adeligen Gutsherren von Gleißenthal hin.